# Maximilian Brandl (Radsportler)
Maximilian Brandl (* 25. Juni 1997) ist ein deutscher Mountainbikesportler und deutscher Meister.

## Leben
Brandl stammt aus Sendelbach, einem Stadtteil von Lohr am Main im unterfränkischen Landkreis Main-Spessart. 2015 machte Brandl sein Abitur und begann ein Biologie-Studium an der Albert-Ludwigs-Universität Freiburg.

## Karriere
Brandl startete mit dem Radsport beim RV Viktoria Wombach. Zur Saison 2015 wechselte er zum Lexware Mountainbike-Team in Kirchzarten, wo er einen Drei-Jahres-Vertrag unterschrieb. Bei den Mountainbike-Weltmeisterschaften der Junioren 2015 in Andorra konnte Brandl im Cross Country in einem packenden Duell um Platz zwei vor Egan Bernal – dem späteren Tour-de-France-Sieger – WM-Silber erkämpfen.
2018 verlängerte das Team den Vertrag mit Brandl um weitere drei Jahre. Im selben Jahr gewann Brandl bei den Mountainbike-Weltmeisterschaften 2018 in Lenzerheide mit der Mixed-Staffel die Silbermedaille.
2019 wurde Brandl auf seiner Hausstrecke in Wombach überraschend deutscher Meister im Cross Country der Elitefahrer, obwohl er noch für die U23 hätte starten dürfen. Bei der Europameisterschaft in Brünn gewann er im U23-Rennen die Bronzemedaille. Bei den U23-Weltcup-Rennen in Les Gets und Snowshoe fuhr er als Zweiter bzw. Dritter jeweils auf das Siegerpodium. Brandl ist Mitglied des Nationalkaders. Beim Mountainbike-Wettbewerb der Olympischen Sommerspiele 2020, der aufgrund der COVID-19-Pandemie erst 2021 ausgetragen wurde, erzielte Brandl den 21. Platz.
Bei den Mountainbike-Weltmeisterschaften 2021 gewann er bei den erstmals ausgetragenen Rennen im Cross-Country Short Track XCC die Bronzemedaille.
Bei den Deutschen Mountainbike-Meisterschaften wurde er erneut Deutscher Meister im Cross-Country XCO in der Kategorie Elite.

## Erfolge
2013
 Deutscher Meister (Jugend) - Cross-Country XCO
2015
 Deutscher Meister (Junioren) - Cross-Country XCO
 Europameister (Junioren) - Staffel XCR
 Europameisterschaft (Junioren) - Cross-Country XCO
 Weltmeisterschaft (Junioren) - Cross-Country XCO
2016
 Deutscher Meister (U23) - Cross-Country XCO
2017
 Deutscher Meister (U23) - Cross-Country XCO
 Weltmeisterschaft (U23) - Cross-Country XCO
2018
Elite-Bundesliga Gedern
 Weltmeisterschaften - Mixed-Staffel XCR
2019
 Deutscher Meister - Cross-Country XCO
 Europameisterschaft - Cross-Country XCO
2020
 Deutscher Meister - Cross-Country XCO
2021
 Weltmeisterschaften - Short Track XCC
2022
 Deutscher Meister - Cross-Country XCO